# Малый Сент-Винсент
Малый Сент-Винсент (англ. Petit Saint Vincent) — небольшой островок в составе архипелага Гренадины.

## География

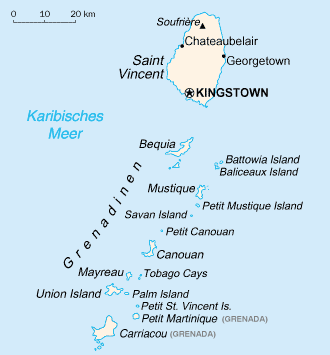

Является частью государства Сент-Винсент и Гренадины и находится в частной собственности. Расположен в 60 км к югу от Сент-Винсента. Остров представляет собой холмистый участок суши площадью 46 гектаров.

## Население
Население 80 человек (2012), все они работают на курортах и пансионатах. Населённый пункт Телескоп-Хилл.